# اوزلاقن
اوزلاقن (به عربی: أوزلاقن) یک شهرداری در الجزایر است که در استان بجایه واقع شده‌است.